# Paulina Guba
Paulina Renata Guba (* 14. Mai 1991 in Otwock) ist eine polnische Leichtathletin, die sich auf das Kugelstoßen spezialisiert hat.

## Sportliche Laufbahn
Erste internationale Erfahrungen sammelte Paulina Guba im Jahr 2009, als sie bei den Junioreneuropameisterschaften im serbischen Novi Sad mit einer Weite von 15,63 m den vierten Platz belegte. Ein Jahr später wurde sie bei den Juniorenweltmeisterschaften in Moncton mit 15,20 m Siebte und 2011 gelangte sie bei den U23-Europameisterschaften in Ostrava mit 17,17 m auf Rang vier. 2012 nahm sie an den Hallenweltmeisterschaften in Istanbul teil, schied dort aber mit 17,15 m in der Qualifikationsrunde aus. Anschließend klassierte sie sich bei den Europameisterschaften im Juli in Helsinki mit 17,09 m auf dem zehnten Platz. 2013 wurde sie bei den U23-Europameisterschaften 2013 in Tampere mit 16,57 m Fünfte und auch bei den Halleneuropameisterschaften 2015 in Prag belegte sie mit 17,47 m den fünften Platz. Im Juli nahm sie an der Sommer-Universiade im südkoreanischen Gwangju teil und gewann dort mit einem Stoß auf 17,94 m die Silbermedaille hinter der Deutschen Lena Urbaniak. Des Weiteren belegte sie im Finale der Weltmeisterschaften in Peking mit 17,52 m den elften Platz. Im Jahr darauf klassierte sie sich bei den Europameisterschaften in Amsterdam mit 16,95 m auf dem elften Platz und nahm anschließend an den Olympischen Spielen in Rio de Janeiro teil und schied dort mit 17,70 m in der Qualifikation aus.
2017 belegte sie bei den Halleneuropameisterschaften in Belgrad mit 18,00 m den sechsten Platz und im Juni verbesserte sie ihre Freiluftbestmarke auf über 18 Meter und qualifizierte sich damit für die Weltmeisterschaften in London, bei denen sie mit gestoßenen 17,52 m den Finaleinzug verpasste. Wenige Wochen später gewann sie bei den Studentenweltspielen in Taipeh die Bronzemedaille hinter der Kanadierin Brittany Crew und ihrer Landsfrau Klaudia Kardasz. Im Jahr darauf belegte sie bei den Hallenweltmeisterschaften in Birmingham mit 18,54 m den fünften Platz und siegte dann im August bei den Europameisterschaften in Berlin mit einer Weite von 19,33 m. Anschließend wurde sie beim Birmingham Müller Grand Prix mit 17,92 m Zweite und erreichte beim Continentalcup in Ostrava mit 18,94 m Rang fünf. 2019 gelangte sie bei den Weltmeisterschaften in Doha mit 18,02 m im Finale den zehnten Platz und siegte anschließend mit 18,22 m bei den Militärweltspielen in Wuhan. 2021 nahm sie erneut an den Olympischen Spielen in Tokio teil, verpasste dort aber mit 16,98 m den Finaleinzug. 
In den Jahren 2011 und 2012, 2014 und 2015 sowie von 2017 bis 2021 wurde Guba polnische Meisterin im Kugelstoßen im Freien sowie 2011 und 2012 und von 2015 bis 2018 auch in der Halle.

## Persönliche Bestleistungen
- Kugelstoßen: 19,38 m, 8. Juli 2018 in Cetniewo
  - Kugelstoßen (Halle): 18,77 m, 17. Februar 2018 in Toruń